# La donna del fiume - Suzhou River
La donna del fiume - Suzhou River (苏州河S, Sūzhōu HéP) è un film del 2000 diretto da Lou Ye che racconta una storia tragica d'amore in una Shanghai contemporanea. Il film, anche se stilisticamente distintivo, è tipico della "sesta generazione" di registi cinesi e mette in scena l'arenosa esperienza urbana nella Cina contemporanea. Il film è interpretato da Zhou Xun, nel doppio ruolo di due differenti donne, e Jia Hongsheng, nella parte di un uomo ossessionato dalla ricerca di una donna del suo passato. Il film è stato co-prodotto dalla German Essential Films e dalla società cinematografica Dream Factory.

## Trama
La storia segue le vite transitorie di quattro persone ai margini della società cinese. Un operatore video anonimo (Hua Zhongkai) apre il film con un monologo sull'amore e sull'omonimo fiume Suzhou. Come narratore del film, l'operatore video non si vede mai, eccetto per parte delle sue mani, come se fotocamera servisse a enfatizzare il suo punto di vista in prima persona sul pubblico. Inizia raccontando la storia di una storia d'amore tra lui e Meimei (Zhou Xun), una showgirl in un bar, chiamato Happy Tavern, che lavora indossando una parrucca biondo platino e un costume da sirena mentre nuota nella grande vasca d'acqua del locale.
L'operatore video inizia a relazionarsi con la storia di Mardar (Jia Hongsheng), un corriere motociclista e piccolo truffatore, e Moudan (Zhou Xun), la figlia di un ricco uomo d'affari il quale ogni volta che portava a casa una delle sue amanti, chiamava Mardar per portare in città la figlia. Durante questi brevi incontri in motocicletta, Mardar e Moudan si innamorano. All'insaputa di Moudan, però, Mardar si fa coinvolgere in un piano di sequestro di persona ideato da la sua ex amante Xiao Ho (Nai An), e il criminale Lao B (Yao Anlian). L'ordine di Mardar è prendere Moudan e portarla in un magazzino abbandonato, mentre i due si occupano del riscatto. Il rapimento va storto quando Lao B tradisce e uccide Xiao Ho appena recupera la valigetta col denaro. Mardar, ignaro di questi sviluppi, si prepara a spostare la ragazza, che riesce a scappare e a raggiungere il ponte sopra il fiume Suzhou, dal quale salterà per suicidarsi. Mardar viene arrestato e imprigionato, ma il corpo di Moudan non viene più ritrovato.
Anni dopo, Mardar torna a Shanghai, lavorando ancora come corriere, nella speranza di ritrovare Moudan. Una notte, all'Happy Tavern, incontra Meimei, la ragazza dell'operatore video. Mardar, convinto di aver ritrovato il suo amore perduto a causa dell'incredibile somiglianza, comincia a spiarla nel camerino, poi cerca l'operatore video, raccontandogli la sua storia. Una notte, dopo essere stato picchiato dal proprietario del locale, Mardar si dirige verso la periferia, dove scopre che la vera Moudan lavora in un negozio di liquori. Il film termina con la morte ambigua dei due, lasciando libera interpretazione sul fatto che si tratti di un incidente o di un suicidio. L'operatore video e Meimei trascorrono un'ultima notte insieme, prima che lei scompaia di nuovo, lasciando un biglietto dicendo che se l'avesse amata veramente, avrebbe continuato a cercarla, come ha fatto Mardar.

## Distribuzione

### Date di uscita
Le date di pubblicazione internazionali nel corso del 2000 sono state:
- 29 gennaio nei Paesi Bassi al International Film Festival di Rotterdam (Suzhou River)
- 3 febbraio in Svezia al Gothenburg Film Festival (Sjöjungfrun i Shanghai)
- 3 giugno negli USA al Seattle International Film Festival (Suzhou River)
- 7 luglio in Repubblica Ceca al Karlovy Vary International Film Festival (Suzhou)
- 7 settembre ad Hong Kong
- 20 settembre in Belgio
- 5 ottobre in Islanda al Reykjavik Film Festival
- 6 ottobre in Finlandia (Suzhou)
- 8 ottobre in Corea del Sud al Pusan International Film Festival
- 11 ottobre in Francia (Suzhou River)
- 24 ottobre in Norvegia al Bergen International Film Festival
- 11 novembre in Grecia al Thessaloniki International Film Festival (O potamos Suzhou)
- 17 novembre nel Regno Unito

### Divieti
Anche se ben accolto all'estero, La donna del fiume - Suzhou River non fu proiettato nella sua nativa Cina. Dopo la presentazione, senza approvazione da parte del governo centrale cinese, della pellicola al l'International Film Festival di Rotterdam, la pellicola fu censurata e al regista fu vietato per due anni di esercitare il suo esercizio.
Ora il film è autorizzato e disponibile in Cina.

### Edizione italiana
In Italia il film è stato proiettato il 1º dicembre 2001 presso l'Asiatica Film Mediale, Il festival del cinema asiatico al MAXXI, mentre è uscito nelle sale cinematografiche in tutto il territorio nazionale ed in versione restaurata e doppiata il 14 luglio 2022.

## Accoglienza
La presenza del film La donna del fiume - Suzhou River nel circuito dei festival internazionali ha dato una nuova importante voce al movimento della 'sesta generazione'. Il British Film Institute ha nominato Suzhou River come "film del mese" nel dicembre 2000, scrivendo:
(BFI)

altra revisione da parte della BBC - Films è stata:
(Michael Thomson, BBCi - Films)
Rotten Tomatoes riporta che il 90% di 30 critici campionati ha dato le recensioni positive di film, che ha ottenuto una media di voto di 7.4 su 10.

## Riconoscimenti
- 2001 – Sindacato belga della critica cinematografica
  - Candidato al Grand Prix
- 2000 – International Film Festival Rotterdam
  - Tiger Award[12]
- 2000 – Viennale
  - Premio FIPRESCI, "per il suo approccio realistico e documentarista nei confronti del thriller, e il suo uso espressivo della struttura narrativa e cinematografica".[13]
- 2000 – Paris Film Festival
  - Grand Prix[14]
  - Miglior attrice - Zhou Xun
- 2002 – Fantasporto
  - Premio della critica

## Influenza culturale
Dopo la pubblicazione di La donna del fiume - Suzhou River, molti critici occidentali hanno visto nel film una forte influenza di una serie di fonti principali. Diversi hanno notato come il romanticismo urbano del film riflette le opere del regista di Hong Kong, Wong Kar-wai. Altri hanno trovato un collegamento simile a Wong, ma nell'uso della fotografia a macchina a mano di Wang Yu, come nel film Hong Kong Express.
I critici hanno interpretato la pellicola anche come un omaggio al film di Alfred Hitchcock, La donna che visse due volte. L'uso del tema dell'acqua, e di un uomo ossessionato da una donna che dice di non essere chi è rimandano chiaramente al film di Hitchcock. Nei titoli di coda del film si può sentire l'eco della colonna sonora di Bernard Hermann, composta per La donna che visse due volte. Altri critici affermano che La donna del fiume - Suzhou River raccolga altri elementi fotografici ispirati dal classico film La finestra sul cortile, specialmente nei momenti di narrazione dell'operatore video.